# Rathaus Gernrode

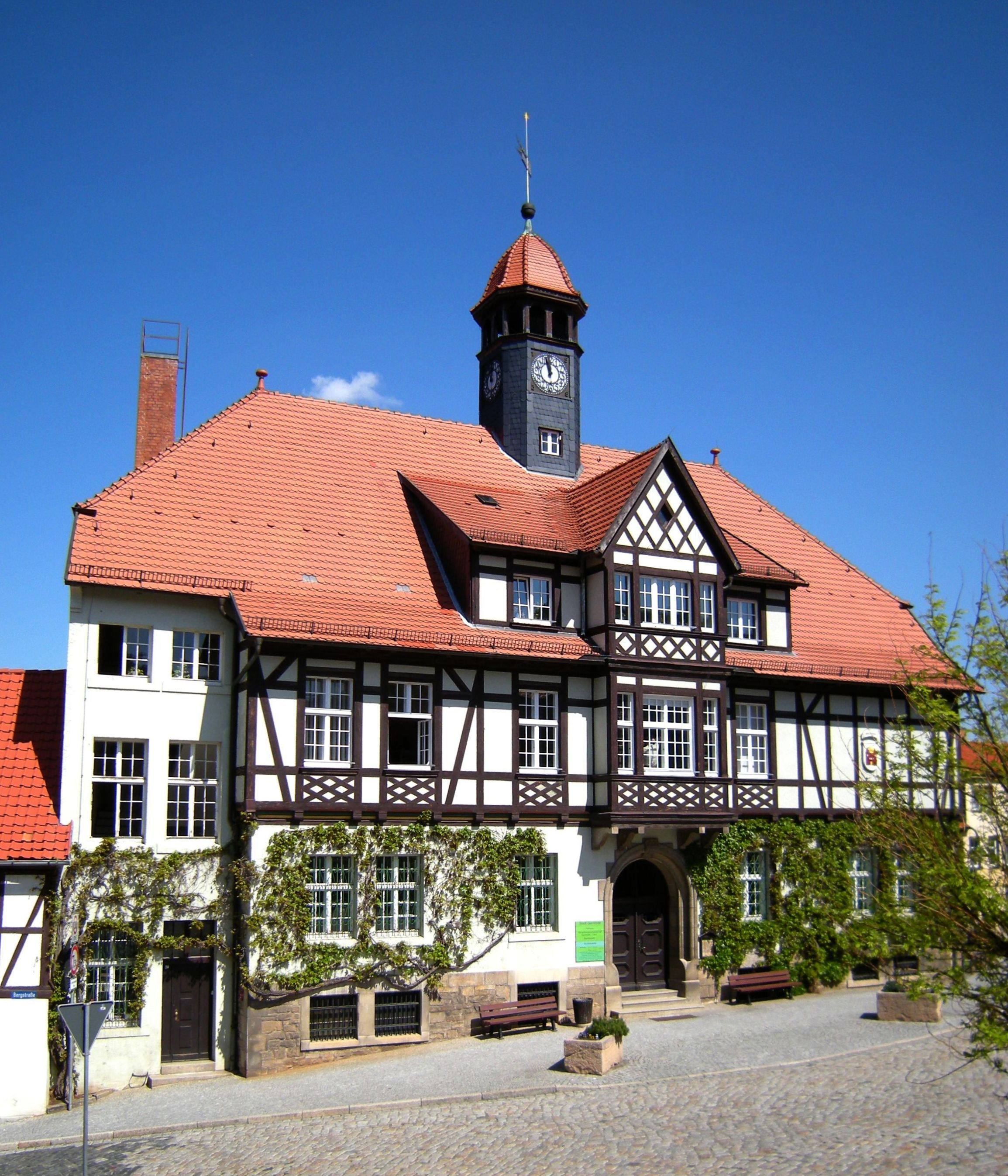
Rathaus Gernrode

Vorgängerbau

Das Rathaus Gernrode ist ein denkmalgeschütztes Gebäude in dem zur Stadt Quedlinburg in Sachsen-Anhalt gehörenden Ortsteil Stadt Gernrode.

## Lage
Er befindet sich zentral in der Gernröder Altstadt an der Adresse Marktstraße 20 und ist im örtlichen Denkmalverzeichnis als Rathaus eingetragen.

## Architektur und Geschichte
Das Rathaus wurde in den Jahren 1914/15 im Stil des Historismus an der Stelle eines 1664/66 entstandenen Vorgängerbaus errichtet.
Eine erste urkundliche Erwähnung eines Rathauses in Gernrode stammt aus dem Jahr 1530. Das 1664/66 errichtete Rathaus war in Fachwerkbauweise gebaut und verfügt für den Rat über eine Ratsstube, für die Stadtverordneten über eine Bürgerstube sowie über eine Ratsschänke und einen Ratskeller. Am Haus befand sich ein Balken mit der Inschrift Wer Gott vertraut hat wohl gebaut. Die Wetterfahne auf dem Rathaus zeigte die Jahreszahl 1665 sowie das Wappen Gernrodes.
Die Grundsteinlegung für das neue Rathaus erfolgte am 5. Mai 1914. Am 27. Februar 1915 wurde es eingeweiht.
Das sich in seiner Gebäudekubatur an den Bautraditionen der Region orientierende Haus ist von einem hohen Krüppelwalmdach bedeckt. Auf dem Dach ist ein hoher mit einer Uhr versehene Dachreiter angeordnet. Der Dachreiter verfügt über ein Belvedere und eine Welsche Haube.
Das verputzte Erdgeschoss des Gebäudes ist in massiver Bauweise errichtet. Der Hauseingang befindet sich in einem großen rundbogigen Portal. Das obere Stockwerk sowie das im Dach angeordnete Zwerchhaus entstanden in Fachwerkbauweise. Am Fachwerk finden sich Rauten als Verzierungen. Die Stockschwelle ist profiliert.
Die Gebäudeausstattung im Inneren des Hauses wie Türen und Fenster stammen noch aus der Bauzeit. Gleiches gilt für erhaltene Bleiglasfenster. Ein im Sitzungssaal befindliches Herzogsrelief wurde 1915 von Dr. Baur aus Gernrode gestiftet. Der die Adler-Apotheke begründende Hofapotheker Julius Meyer aus Ballenstedt, der Gernroder Mühlenbesitzer Gustav Müller und der Quedlinburger Gustav Sachs stifteten jeweils ein buntes Glasfenster des Sitzungssaals. Drei Fenster des Treppenhauses wurden vom Gernroder Fabrikanten Max Hoffmann finanziert.
Ab dem 2. Juni 1946 wurde im Rathaus eine Ausstellung mit Werken Gernroder Künstler gezeigt. Es wurden Aquarelle Göpferts, Heimatbilder von Konrad Peitz, Holzplastiken von Wilhelm Kunst und Werke des Malers Eberhard Frey gezeigt.